# 詹姆斯·沃尔夫
陆军少将詹姆斯·彼得·沃尔夫（英語：James Peter Wolfe，1727年1月2日—1759年9月13日），英国陆军军官，因為击败法國军隊、赢得亞伯拉罕平原戰役而广为后世所知。其父爱德华·沃尔夫中将亦是一位出色的将军，他通过此層关系，在年纪尚轻的时候就被任命为少尉，前往欧洲大陆参与奥地利王位继承战争。后来，沃尔夫又回到英国到苏格兰镇压詹姆斯党起义，表现突出而被上级注意。於1748年，英國、法國、奥地利及荷蘭等国家签署第二亞琛和約，结束了奥地利王位继承战争，令到他的事业一度停滞不前。沃尔夫在和约签订后，驻守於苏格兰高地8年。他在23岁时获得了中校军衔。
1756年，七年战争爆发，沃尔夫有了晋升的机会。他在次年参与了突袭羅什福爾的行动，在行動中负责调度物资，表现出色，获得首相老威廉·皮特赏识，任命他为副指挥，参与路易斯堡围城战（Siege of Louisbourg）。攻陷路易斯堡后，沃尔夫的部队乘船沿圣劳伦斯河南下，准备夺取魁北克。经过一段漫长的围城战后，英國军隊取胜，攻陷魁北克。
但是沃尔夫本人却在战斗最激烈的时候，身中3颗火枪弹丸身亡。此役为他赢得了巨大的声誉，也使到他成为了英国在七年战争中胜出、领土扩大的标志。英裔美国画家本杰明·委斯特广为流传的画作沃尔夫将军之死（The Death of General Wolfe）就是以他为题材。沃尔夫因為攻占魁北克，使到他人能夠顺势攻占蒙特利尔，最终结束法国统治，被称为“魁北克英雄”、“魁北克征服者”与“加拿大征服者”。

## 早年
詹姆斯·彼得·沃尔夫，1727年1月2日（格里曆，儒略曆为1726年12月22日）生于英格兰肯特郡韋斯特勒姆的一座牧師住宅。他的父亲是爱尔兰军人爱德华·沃尔夫上校（Edward Wolfe，后为中将），他的母亲是约克人亨麗埃塔·湯普森（Henrietta Thompson），他是两人的长子。沃尔夫的舅父爱德华·汤普森（Edward Thompson）是一位出色的政治家，曾任国会议员。他的出身与当时大部分军官相比，比较低微。沃尔夫儿时在韋斯特勒姆居住过的房子，后来被国民信托保留下来，更名为魁北克楼（Quebec House）。他一家经常到爱尔兰居住。著名的19世纪政治家、法官史提芬·沃尔夫（Stephen Woulfe）与他来自同一家族。
沃尔夫一家与沃德一家的关系很好。沃尔夫少时的朋友乔治·沃德（George）就来自沃德家族。沃德后来与沃尔夫一样，投身军旅。沃德在担任爱尔兰总指挥（Commander-in-Chief, Ireland）期间，通过镇压国内叛乱，击退法国入侵，赢得了一定声誉。
1738年，沃尔夫一家搬到伦敦格林尼治居住。沃尔夫在很年轻的时候，就注定了要做军人。他在13岁时，以自愿兵的身份，加入了他父亲的第1海军陆战队团。
1739年，詹金斯的耳朵戰爭爆发。沃尔夫本要随军出征，到哥伦比亚围攻卡塔赫纳，但他中途染病，被迫回国休养。他未能参加这次战役，算是十分幸运 - 围攻卡塔赫纳的英军，有不少士兵都因病逝世。

## 奥地利王位继承战争

### 欧陆战事
1740年，奥地利王位继承战争，在欧洲大陆爆发。最初，英国没有加入这场战争，但到了1742年，路易十五在法国与奥属荷兰边界部署军队，规模可观，迫使奥地利的盟友英国向荷兰派兵，帮助盟友保卫领土。前一年，沃尔夫在父亲的海军陆战队团中，获任为少尉。1742年初，他被上级调到第12步兵团，在几个月后，随团乘船前往弗兰德斯，最后在根特登陆。上岸后，沃尔夫立刻获得中尉军衔与团副官职务。他的部队在登陆弗兰德斯后的一年里，但没有参加战斗。

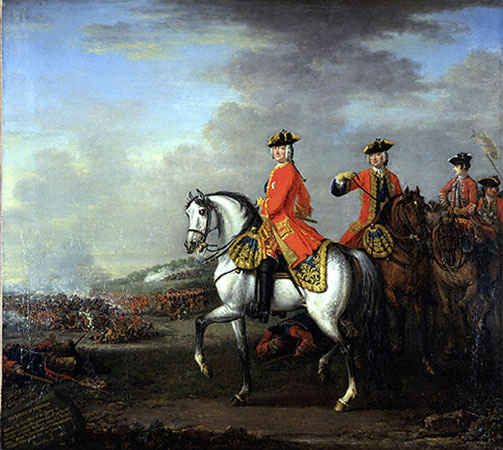
沃尔夫参与的第一场战役是1743年的德廷根战役。

1743年，他的幼弟也加入了第12步兵团。两人在那年参与了一场由英军发起的战斗。大部分认为，军队会南下进入法国。但英军没有这样做，反而东进开入有大量法军士兵的南德意志地区。亲自指挥军队的乔治二世犯下了一个大错，使军队在美因河一带陷入了陷阱。
乔治王不但没有因此投降，还想采取行动改变形势，派兵攻打有法军驻扎的德廷根村。沃尔夫所属的第12步兵团，在这场战役中陷入了激烈的战斗，因为双方都进行了火枪齐射（Volley Fire）。他所属的步兵团的伤亡，在参与战斗的英军步兵团中，是最高的，就连他本人的坐骑也为法军枪弹所伤。战役中，法军发起了多次进攻，但都为英军所退。最终，法军战败，撤离德廷根村，英军也因此保障了汉诺威的安全。
沃尔夫的部队受到了坎伯蘭公爵威廉王子的注意。王子在战役中的位置，与沃尔夫的在战役中的位置很近，所以可以观察到后者的作为。战役结束一年之后，他获上级晋升为第45步兵团上尉。与上一年不同，这一年英军新指挥官乔治·韦德（George Wade）没有达成夺取里尔的任务，也没有发动过大型战役，就在冬季来临时返回根特宿营，令战事毫无进展。这年秋天，沃尔夫的幼弟染上肺结核，不幸逝世，令他受到了一定的打击。
1745年5月，沃尔夫的所属的第45步兵团，在其他英军部队豐特努瓦戰役时，留在了根特，而他之前的部队，第12步兵团则参与了战役。英军在这场战役中战败，而接受新指挥官坎伯蘭公爵威廉王子的命令，前去支援主力部队的第12步兵团，也承受了很高的伤亡。同年7月，法军攻陷了英军的基地根特，沃尔夫险些成为战俘。他在此之后，获委任为旅长（Brigade Major）。

### 詹姆斯党起义

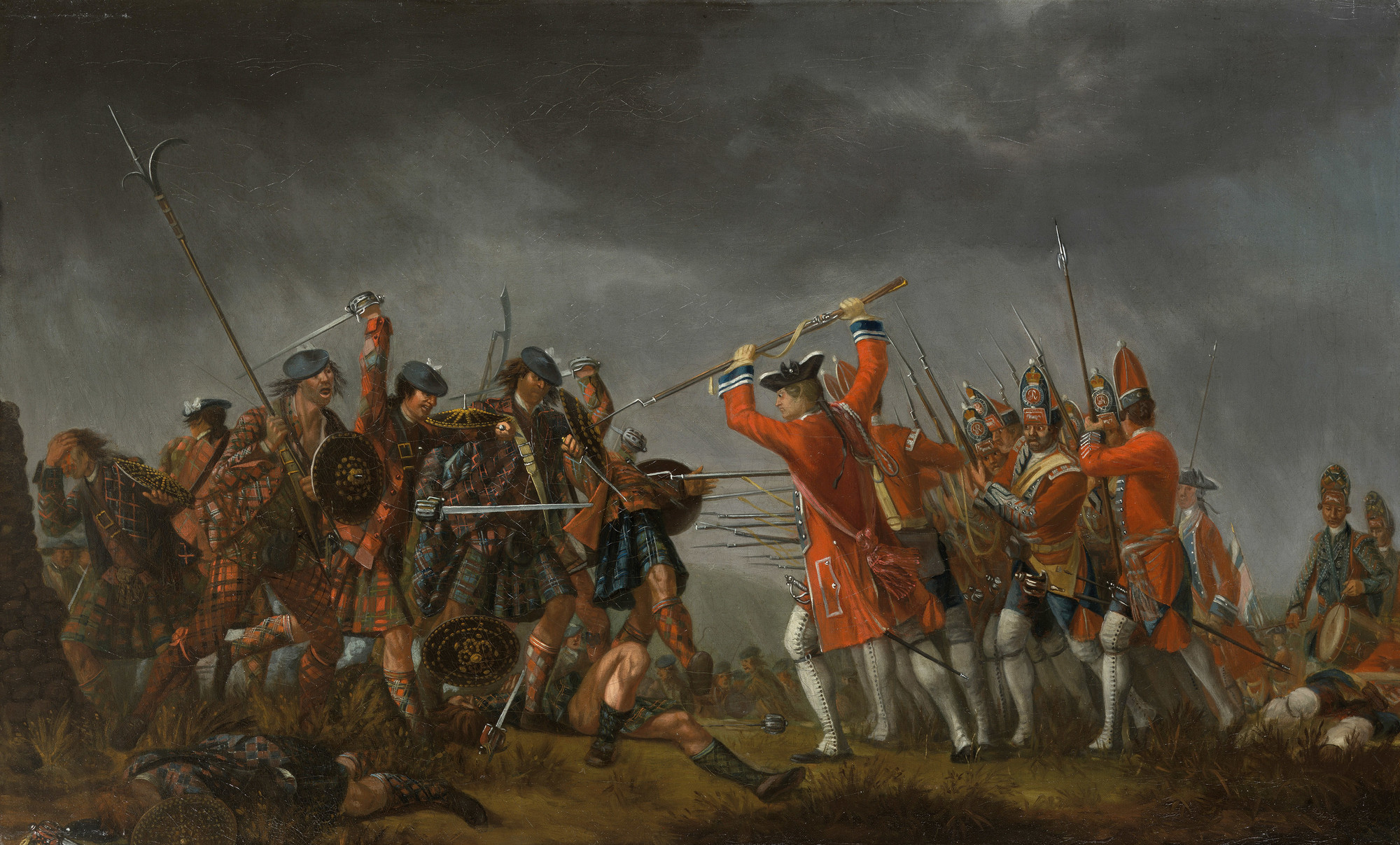
沃尔夫曾参与詹姆斯党起义中决定性的卡洛登战役。

1745年10月，沃尔夫的部队被调回英国，镇压上一年爆发的的詹姆斯党起义。9月，叛军在普雷斯顿潘斯战役（Battle of Prestonpans）取胜，夺取爱丁堡，准备南下英格兰。他们以为英格兰会爆发大规模的詹姆斯党起义，与他们配合，一起推翻乔治二世，以老王位“詹姆斯三世”取而代之。
沃尔夫的部队最初被派到泰恩河畔纽卡斯尔，加强驻扎在当地的英军部队，防止詹姆斯党沿着东岸南下。结果詹姆士党没有在东岸南下，反而在对岸，经卡萊爾南下。詹姆斯党此后一路前进到了德比，这时，政府军只有一队民兵拦在他们通往伦敦的路上。然而，他们在当地得到的支援十分有限，迫使他们在年末撤回苏格兰，给了时间政府军准备北上平乱。
1746年，沃尔夫到苏格兰担任亨利·赫雷豪（Henry Hawley）的副官，镇压查尔斯·爱德华·斯图亚特牵起的叛乱，参与了福尔柯克战役（Battle of Falkirk）与卡洛登战役。他在后一场战役中，违抗坎伯蘭公爵（也有人认为这个命令是赫雷豪下达的）处决一个受伤的叛军的命令，名噪一时。沃尔夫说他就算辞职，也不会做这样有损荣誉的事情。但这个战俘最终还是被坎伯蘭公爵亲自处决了。他在这次战役中的行为，令他赢得了他日后的部队，皇家高地火枪营（Royal Highland Fusiliers）的尊重。沃尔夫在卡洛登战役完结后，又参与了以平息叛乱为目的的和解工作。

### 重返欧洲大陆
1747年1月，沃尔夫重返欧洲大陆，加入约翰·莫当特爵士（Sir John Mordaunt）的部队，继续参与奥地利王位继承战争。法国军队在坎伯蘭公爵的部队离开尼德兰，到苏格兰镇压叛乱后，取得了不少进展，夺取了布鲁塞尔。
法国军队在这一年里取得的最大成是夺取了荷兰共和国的门户，马斯特里赫特。沃尔夫也有参与阻止法国将军萨克森伯爵夺取马斯特里赫特的马斯特里赫特战役。他在这场战役中身受重创，获得官方嘉奖。这场战役是沃尔夫参与过的战役中，规模最大的，双方士兵加起来超过140,000人。法军在这场战役中取得了微弱的胜利，夺取了马斯特里赫特与貝亨奧普佐姆。在此之后，双方在采取进一步行动之前，签署了停戰協定。
1748年，年仅21岁，却已经服役8年的沃尔夫在第二亞琛和約签署后，返回英国。根据和约，英法两国归还在战争进行期间，占领的土地，而奥属尼德兰也回到奥地利手中。

## 和平时期

### 驻守苏格兰
返国后，沃尔夫获上级派到苏格兰斯特灵，以少校的身份，指挥第20步兵团。1750年，他又获上级提拔为中校。
在这段时间里，他写了很多有关军事的小册子，还多次远行巴黎，广为当地人所知。沃尔夫虽然身患重病（可能是结核），但仍然学习拉丁文与数学，并以练习剑术锻炼身体，又参与了一些有关科学与领导技巧的会议。他在战争期间，结识了不少有影响的人物。沃尔夫已贵为上将的父亲，也有帮助他建立事业。
1752年，沃尔夫获得上级批准，离开驻地。他首先去了爱尔兰，在参观完都柏林之后，又到访了贝尔法斯特，参观了博伊恩战役（Battle of Boyne）古战场。沃尔夫在此之后，在父母家停留了一阵。在坎伯蘭公爵批准他出国后，他乘船渡过英吉利海峡，航往法国。沃尔夫在巴黎参观了杜樂麗花園与凡尔赛宫，在此期间，受到了前上司、现英国驻法大使阿爾伯馬爾伯爵（Earl of Albermarle）的款待。阿爾伯馬爾伯爵还安排他到路易十五处，成为后者的听众。沃尔夫还花钱提升了法文水平与击剑技巧。如果他在此之后，继续在法国逗留一段时间，就能观看法国军队进行大型军事演练。但上级命令沃尔夫马上回国，到格拉斯哥与部队会合。英法之间的关系在这段时间里，不断变差，两国之间的战争，一触即发。

### 纪律
士兵在面对敌人的情况下离开岗位，在当时会被视为一种死罪。沃尔夫非常着重对违规者的惩罚，他在1755年下令，任何破坏队列的士兵，都应该立即被军官或军士处决。

## 七年战争

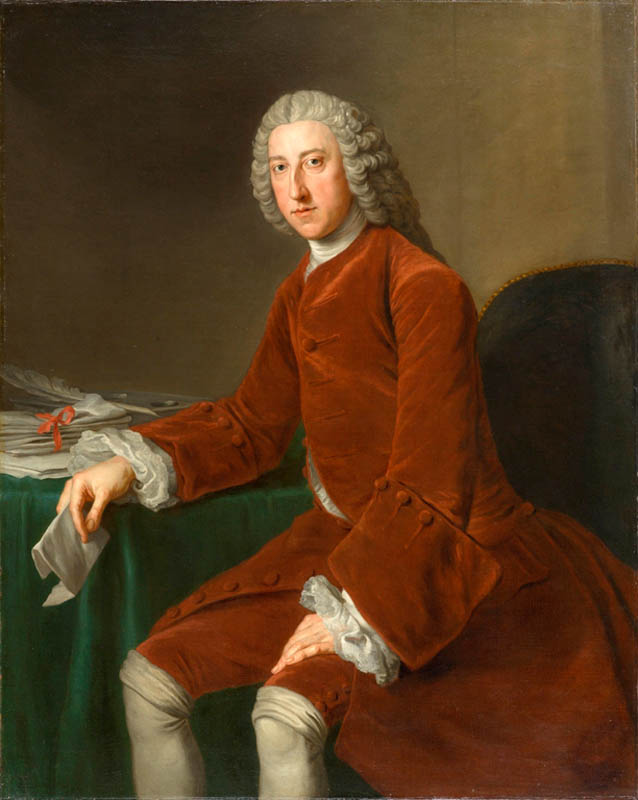
沃尔夫在突袭羅什福爾时的表现，使他受到了首相老威廉·皮特注意。老皮特提拔了沃尔夫，并派他到北美，夺取法属加拿大。

1756年，七年战争爆发，沃尔夫获任为上校，到坎特伯雷，保卫肯特，免受法军威胁。同年6月，地中海传来梅诺卡岛陷落，令他大受打击，他感叹英军职业化程度太低。与大部分人不同的是，沃尔夫认为法军并不会立即登陆英国本土。所以，他不断操练自己的士兵，发布战斗指引。
法军入侵的威胁解除后，沃尔夫所属的步兵团开往了威尔特郡。在遭受了一系列挫折后，英国决定转入反攻。沃尔夫在反攻行动中扮演了重要角色，但他的病情在此时开始转差。后人可以从沃尔夫在写给父母的书信中看出他持有宿命论的观点。

### 羅什福爾
1757年，沃爾夫到法國大西洋港口羅什福爾進行兩棲作戰。這個城市在路易十四時代被让-巴普蒂斯特·柯尔贝尔選為海軍基地。此次行動的目的是為了舒緩英國在德意志地區的盟友，例如普魯士及漢諾威的壓力。他之所以能夠參與此行動，很大程度上是因為他認識指揮官约翰·莫当特爵士。沃爾夫在這次行動中不但需要指揮自己的步兵團，亦需要調度所有部隊的物資。部隊首先在怀特岛集結，然後再在9月7日出發前往羅什福爾。他們出發的時間，比預定中的時間，晚了幾個星期。
虽然，英军占领了羅什福爾附近的一个近岸岛屿，但是，他们却没有作出进一步的行动就撤退了。行动在整个法国都引起了恐慌，但除此之外，就没有什么实际影响了。莫当特因为未能完成任务，回国后，受到了军事法庭审判，所幸的是，他的罪名并不成立。在战役中表现优秀的军官只有几个，而沃尔夫是其中之一。他首先到岸上勘测地形，然后到莫当特处，要求后者发动进攻。沃尔夫要求莫当特给他500人，他用这500人就可以攻下羅什福爾，但莫当特拒绝了他的要求。他最后不得不在惱怒中跟随部队，撤离了羅什福爾。他认为，他们应该利用突袭的优势攻占城镇，而不是浪费这一优势，无功而返。不过，在这次行动，沃尔夫也算是获益良多，学到了有关突袭的知识，对他以后进行路易斯堡战役与魁北克战役，有正面作用。

### 路易斯堡

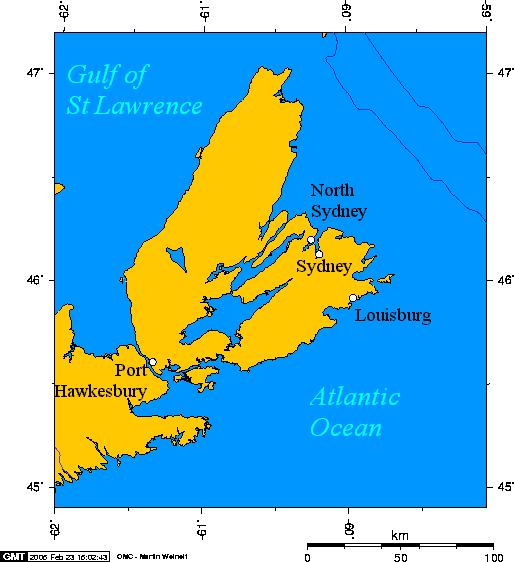
英军在1758年攻占了位于布雷顿角岛的重要堡垒路易斯堡。

沃尔夫在1758年1月23日获上级任命为准將之后，与杰弗裡·阿默斯特少將一起，率軍乘船前往新法蘭西，圍攻路易斯堡。路易斯堡很近圣勞倫斯河的出開口，對由東面入侵加拿大的英軍來說至關重要。英軍上一年也有派遠征隊攻打路易斯堡，只是因為法軍艦只太多，才無功而返。但首相老皮特這次派了更多的艦只來掩護阿默斯特與沃爾夫的部隊。無論是在準備階段，抑或是在登陸、進攻階段，沃爾夫的表現都十分出色。守城法軍最終在六月投降。他後來在圣勞倫斯灣戰役（Gulf of St. Lawrence Campaign）中，參與了驅趕阿卡迪亞人（Acadians）的工作。
英军本来向顺势在同年沿圣劳伦斯河西进，攻占魁北克，但因为大雪的关系，他们押后了这一计划。攻占新奥尔良的类似计划，也因为同一原因未能实现。沃尔夫回到了英格兰，由于他之前立下了战功，所以，他在返国后第一次获得了公众关注。英国的喜悦并不持久 - 同年7月，法军在卡里隆戰役中击败了英军，就连被沃尔夫称为“英军最佳军官”的乔治·豪（George Howe）也在战役中阵亡。

## 魁北克

### 任命

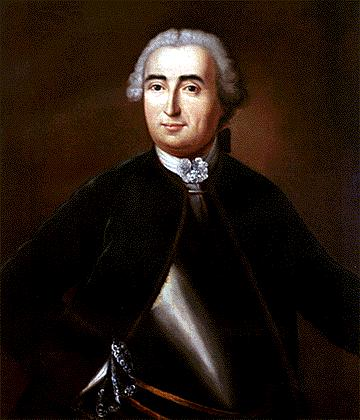
沃尔夫在魁北克的对手蒙卡尔姆侯爵。

首相老皮特之所以派沃尔夫去攻打魁北克市，是因为他在上一年的路易斯堡围城战中表现杰出。虽然沃尔夫在加拿大拥有少将军衔，但是他在欧洲只有上校军衔。杰弗裡·阿默斯特则获任为北美陆军总指挥（Commander-in-Chief of North America），带领另一支规模更大的部队，由南面北上进攻加拿大。阿默斯特上任后，坚持要求上级任命他的好友盖伊·卡尔顿（Guy Carleton）为军需官，甚至扬言，如果他的军需官不是卡尔顿的话，他就辞职。首相老皮特下定了决心，再次赋予英军在北美洲的行动优先地位，以打击法国的国际地位。

### 沿圣劳伦斯河西进
尽管英军在北美集结了很多部队，但这些部队，拆分成了很多小的部队，令路易-约瑟夫·蒙卡尔姆（Louis-Joseph de Montcalm）可以通过召集大量民兵，在局部取得数量优势。英军沿圣劳伦斯河西进是法军始料未及的，因为法军以为，圣劳伦斯河没有条件让数量如此巨大的部队通过。所以，法军只在魁北克城西面与南面做了防御准备，不过，对法军来说所幸的是他们在战役爆发前几个星期截获了英军的作战计划，得以针对这一计划，作出了准备。
蒙卡尔姆的目标是保卫法国在加拿大的立足点魁北克市。法国政府以为双方会在下一年签署和约，所以重心放在了德意志地区，又计划入侵英国本土，以取得筹码，换回在战争期间被占领的土地。蒙卡尔姆只要在加拿大一直守到冬季来临就可以了。而沃尔夫则不同，要在冬季来临，河流结冰之前，夺取魁北克。
沃尔夫的军队的集结点是路易斯堡。他不满集结的速度比预定缓慢，只率领一部分部队，就西进了，命令还未到达路易斯堡的部队在圣劳伦斯河与他会合。

### 围城战

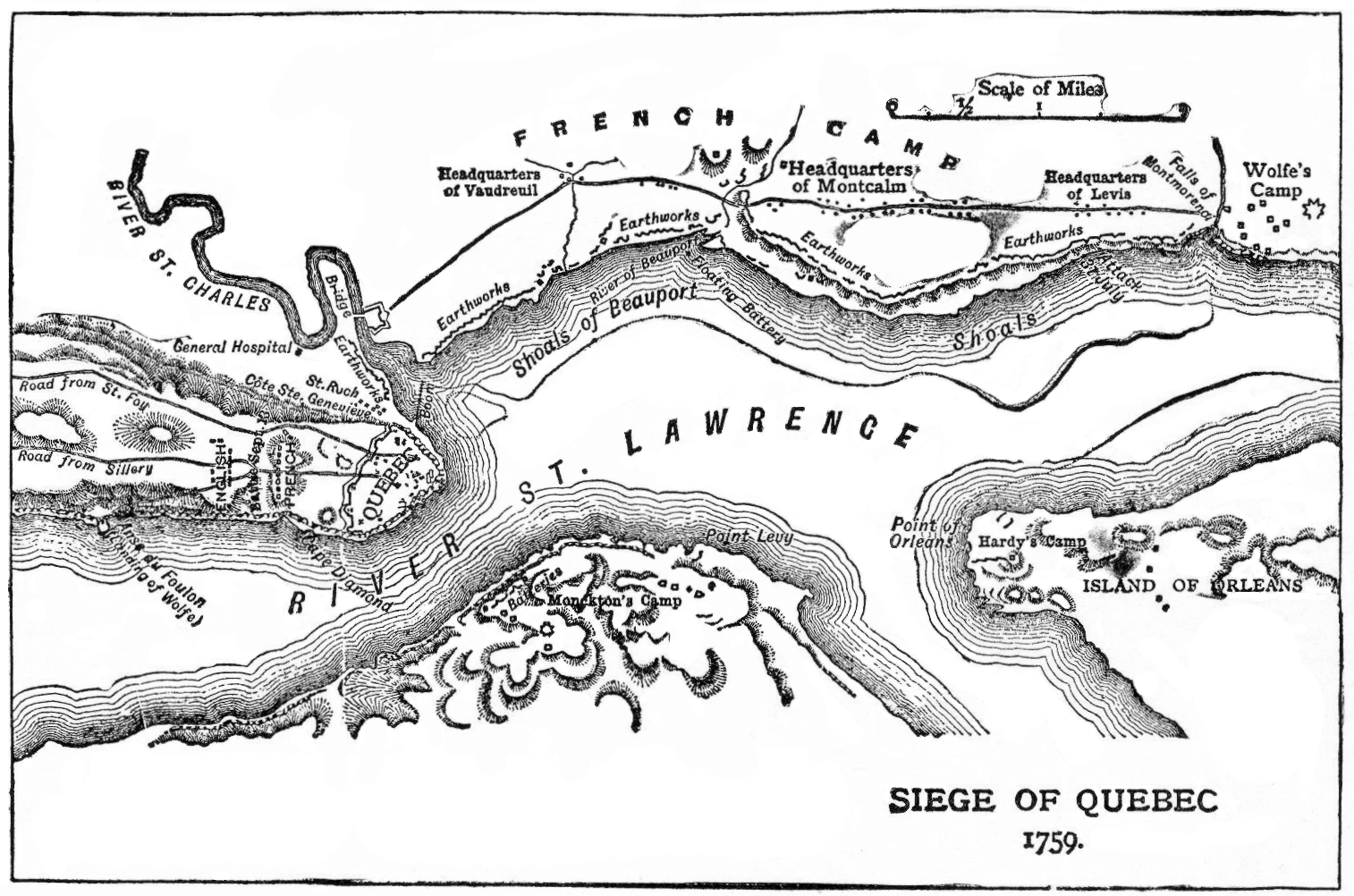
画出了法军、英军部队位置的魁北克市地图，而亞伯拉罕平原就在地图左面。

英军围攻魁北克市用了三个月。沃尔夫在此期间向魁北克法裔居民发表了沃尔夫宣言，以威嚇对方。在抵达魁北克前的1759年3月，他就已经向阿默斯特表示：“如果出于河流意外、敌军抵抗、疾病蔓延的原因，我们不能攻取魁北克市，我计划向城市发炮，使其着火。我还计划毁坏农作物，杀死马匹、牲畜，尽我所能，将加拿大人赶回欧洲，令加拿大在我离开之后，发生饥荒，一片惨象。不过，我们要教一教这些流氓，怎样更绅士地打一场战争。”大部分人都认为，沃尔夫宣言收到了反效果，令不少原本中立的人投向法军，令保卫魁北克的民兵的人数，增长到10,000人。

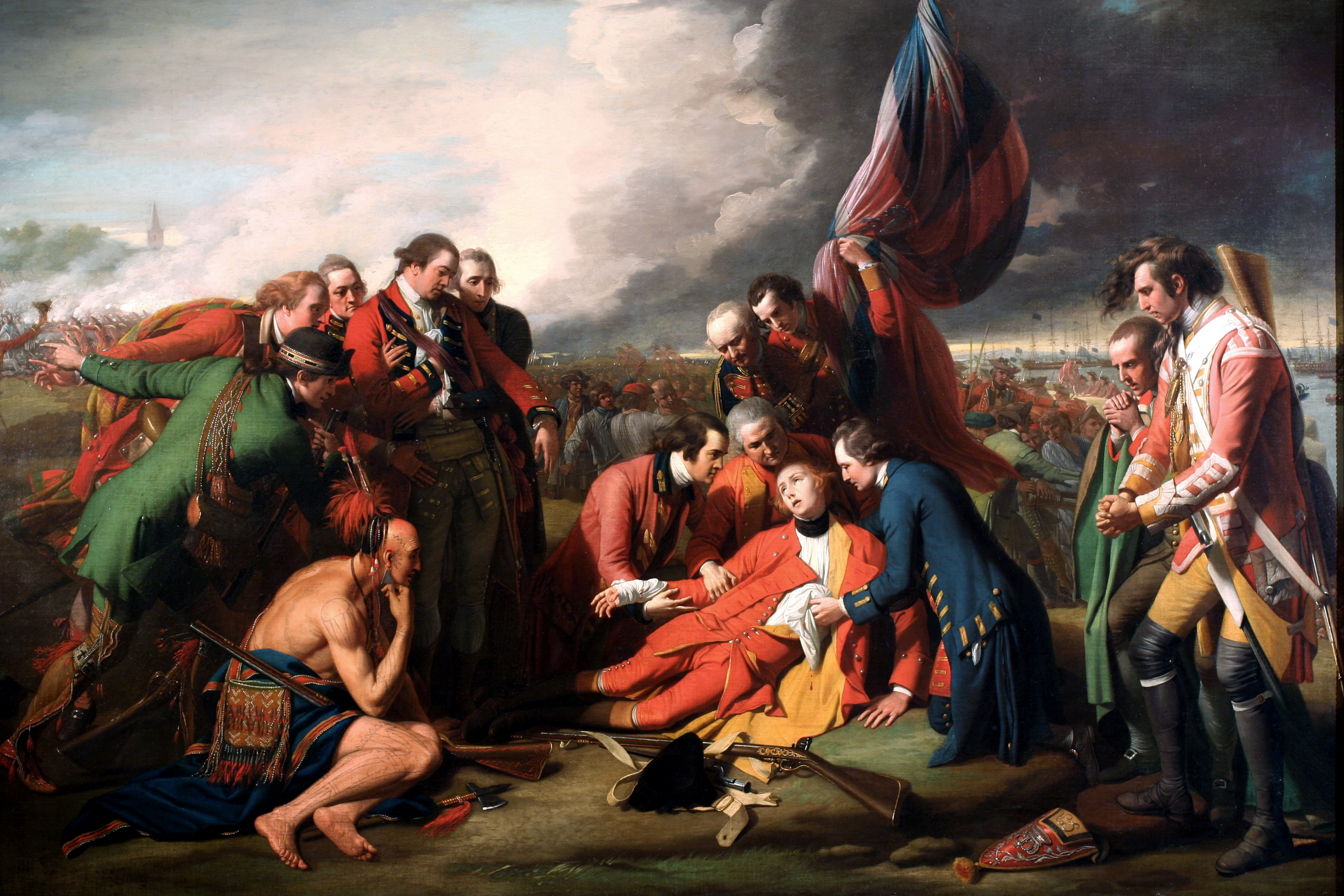
沃尔夫将军之死，本杰明·委斯特绘。

沃尔夫轰炸了城市一段时间，成效并不显著。他在城北博波爾（Beauprot）发动了一次进攻，被固守当地的法军击退。随着时间流逝，英军成功的机会降低，沃尔夫变得愈来愈沮喪。在南面的阿默斯特进展缓慢，不可能在此时向他提供援助。

### 战役
沃尔夫在此之后，决定带领200条船，9,000士兵，18,000水兵，在魁北克西面一个非常陡峭的懸崖登陆。这个计划非常大胆，风险甚高。他最终在9月13日成功登陆，还将两门大炮带上了岸，令一向以为这个悬崖是无法攀登的法军指挥官蒙卡尔姆十分震惊。為免英军继续把大炮拖上悬崖，轰塌城墙，蒙卡尔姆决定在亞伯拉罕平原迎战。法军与英军交战十五分钟后就遭到了失败，但就在此时，沃尔夫三次中弹（位置分别为手臂、肩膀与胸口），最终身亡。
据说他在死前听到一位军官说：“看看他们逃跑的样子。”，他就问，“谁在逃跑？”，“长官，敌人逃跑了，他们向四方八面逃跑了。”他们答道，他最后说：“那么，告诉瑞弗上校，从桥那处切断他们的退路。现在，感谢上帝，我可以安息了。”沃尔夫就咽下了最后一口气。
法军的指挥官蒙卡尔姆也在亞伯拉罕平原戰役中阵亡。沃尔夫所取得的胜利，令英军有机会在次年进攻蒙特利尔市。这个城市陷落，象征着法国在北美的统治就此结束。

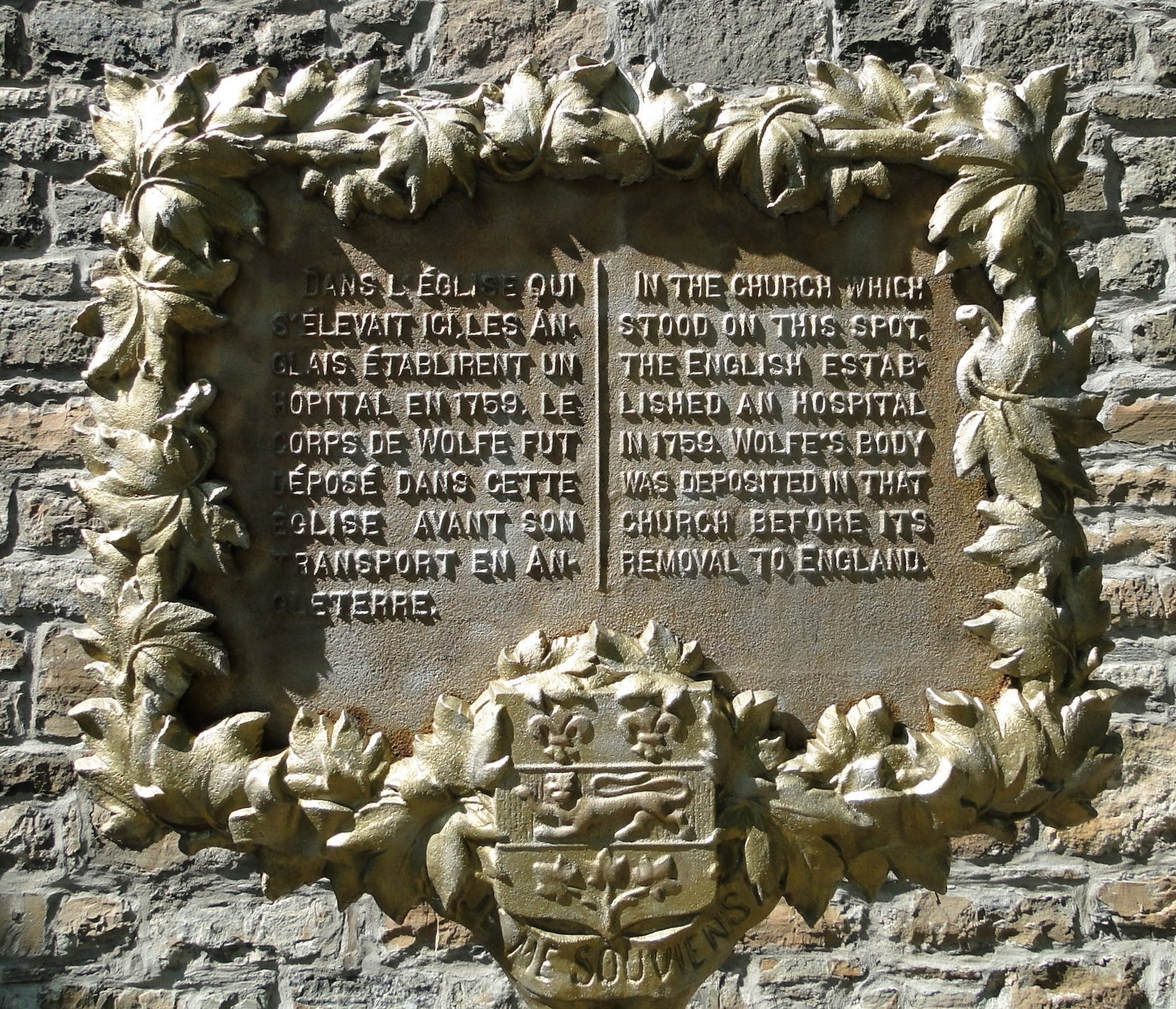
利维有关沃尔夫的牌匾。

沃尔夫的遗体由HMS皇家威廉号（HMS Royal William）载返英国，最终在位于格林威治的家族墓穴下葬。葬礼在同年11月20日正式举行，在同一日里，爱德华·霍克爵士在基伯龙湾海战中击败了法国舰队，这场战役，与亞伯拉罕平原戰役、明登戰役两场战役一起，令1759年变成了英国的奇迹之年（Annus Mirabilis）。

## 注脚
1. ↑  Edward Salmon, General Wolfe, Cassell & Company, Toronto, 1909.
2. ↑  Wilson, p. 244.
3. ↑  .   [2013-02-02]. （原始内容存档于2009-01-04）.
4. ↑  .   [2013-02-02]. （原始内容存档于2020-11-27）.
5. ↑  Browning, p. 59-61.
6. ↑  Brumwell, p. 18-19.
7. ↑  Brumwell, p. 24-25.
8. ↑  Brumwell, p. 25.
9. ↑  Browning, p. 134-135.
10. ↑  Trench, p. 217-218.
11. ↑  Brumwell, p. 26-27.
12. ↑  Brumwell, p. 29-31.
13. ↑  Pocock, p. 115.
14. ↑  Brumwell, p. 35-36.
15. ↑  Brumwell, p. 36-37.
16. ↑  Browning, p. 240-244.
17. ↑  Brumwell, p. 42-43.
18. ↑  Baker-Smith, p. 131-133.
19. ↑  .   [2013-02-12]. （原始内容存档于2015-09-23）.
20. ↑  Baker-Smith, p. 139.
21. ↑  Browning, p. 259-260.
22. ↑  Brumwell, p. 57-58.
23. ↑  Brumwell, p. 92-93.
24. ↑  Brumwell, p. 93-97.
25. ↑  John Keegan, Richard Holmes, John Gau, Soldiers: a history of men in battle, 1986.
26. ↑  Brumwell, p. 111-115.
27. ↑  .   [2013-02-18]. （原始内容存档于1998-04-22）.
28. ↑  Brumwell, p. 106.
29. ↑  Corbett, p. 202.
30. ↑  Black, p. 171.
31. ↑  Johnston, p. 138.
32. ↑  Stanhope, p. 110.
33. ↑  Nelson, p. 22.
34. ↑  Snow, p. 21-30.